# Andrea Stašková
Andrea Stašková (Znojmo, 2000. május 12. –) cseh válogatott női labdarúgó, csatár poszton szerepel jelenlegi klubjában, az olasz Juventus csapatánál, valamint hazája válogatottjában.

## Pályafutása
Znojmóban született és itt ismerkedett meg a labdarúgás alapjaival. 16 évesen a prágai Sparta szolgálatába állt és a Twente ellen már be is mutatkozhatott a Bajnokok Ligájában október 5-én. A sorozattól ugyan búcsúzni kényszerültek, de a következő szezonban a bajnokságban és a BL-ben is bizonyíthatta rátermettségét és gólérzékenységét.
Az Év fiatal játékosának választották hazájában a 2017-es és a 2018-as bajnokság befejeztével.
2019 nyarán az olasz Juventus együtteséhez igazolt.

## Sikerei

### Klub
Cseh bajnok (2):
- Sparta Praha (2): 2017–18, 2018–19

 Cseh kupagyőztes (3): 
- Sparta Praha (3): 2017, 2018, 2019

 Olasz bajnok (2):
- Juventus (2): 2019–20, 2020–21

 Olasz szuperkupa győztes (2):
- Juventus (2): 2019, 2020

### Egyéni
Az év fiatal labdarúgója (2): 
- 2017, 2018[2][3]

 Cseh gólkirálynő (1):
- 2018–19 – (32 gól)[4]

## Statisztikái
| Sorozat              | Dátum      | Helyszín                       | Ellenfél      | Gól | Eredmény | Forrás |
| -------------------- | ---------- | ------------------------------ | ------------- | --- | -------- | ------ |
| 2022-es Eb-selejtező | 2019–08–30 | Chișinău, Zimbru Stadion       | Moldova       | 1   | 0–7      | [ 5 ]  |
| 2022-es Eb-selejtező | 2019–11–07 | Baku, Bayil Arena              | Azerbajdzsán  | 1   | 0–4      | [ 6 ]  |
| 2022-es Eb-selejtező | 2020–09–22 | Bielsko-Biała, Miejski Stadion | Lengyelország | 1   | 0–2      | [ 7 ]  |
| 2022-es Eb-selejtező | 2020–12–01 | Chomutov, Letní stadion        | Moldova       | 2   | 7–0      | [ 8 ]  |